# Francesco Vanni

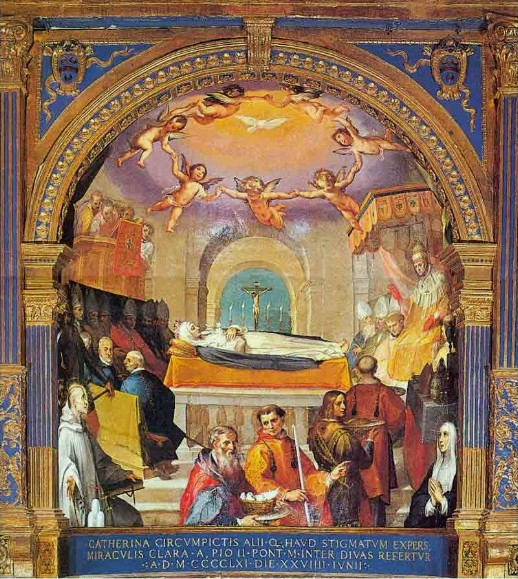
Canonizzazione di S. Caterina da Siena (1600, Santuario Santa Caterina, Siena)

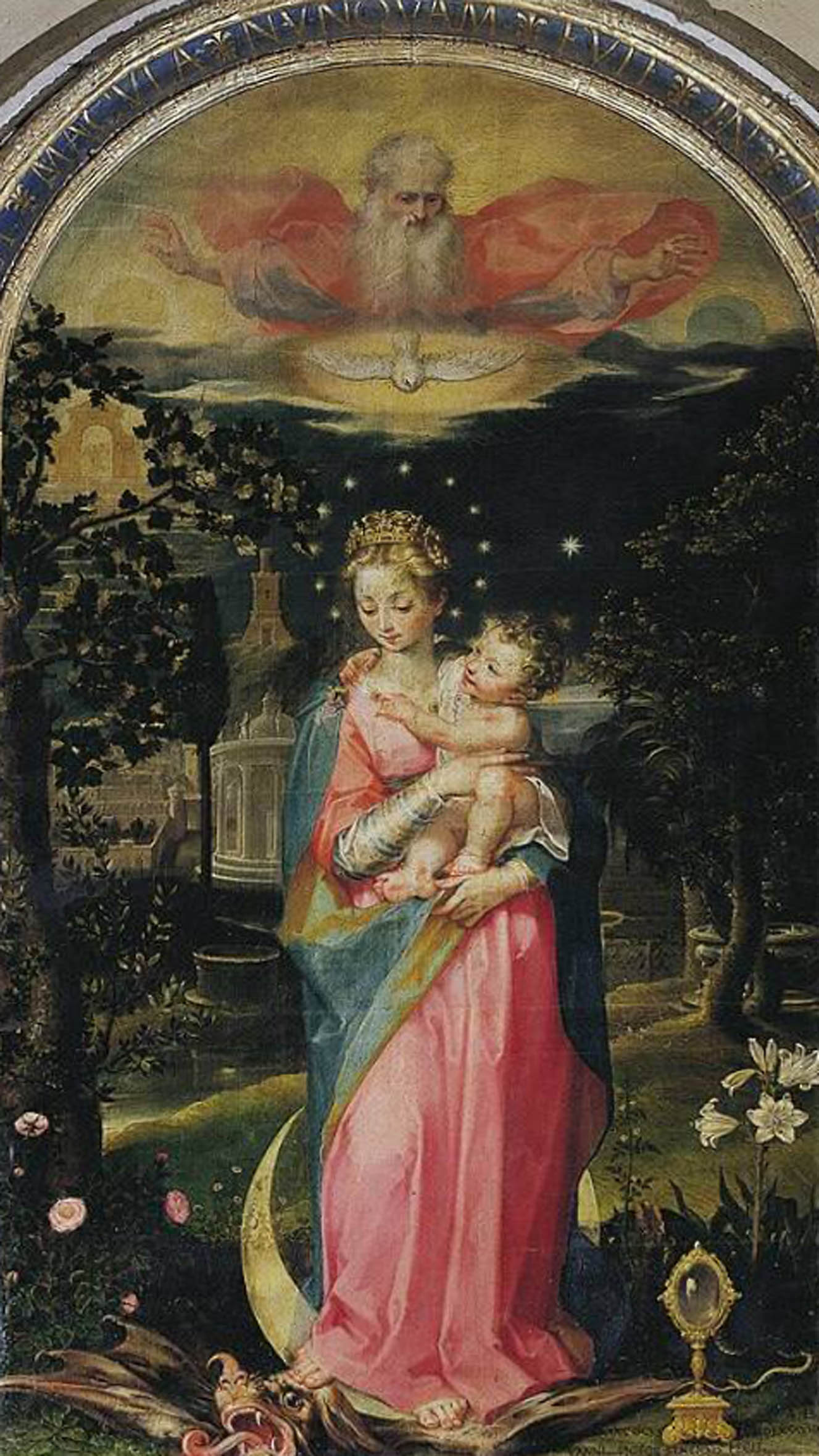
Immacolata Concezione con Gesù e Dio Padre (1588, Dom von Montalcino)

Francesco Vanni (* 1563 in Siena; † 26. Oktober 1610 ebenda) war ein italienischer Maler im Stile des Barock und des Manierismus.

## Leben
Zusammen mit seinem jüngeren Halbbruder Ventura Salimbeni (1568–1613) wuchs er in Siena auf und erlernte das Malen in der Werkstatt seines Stiefvaters Arcangelo Salimbeni. 1579 ging er nach Bologna, wo er mit Bartolomeo Passarotti arbeitete. In den neunziger Jahren des 16. Jahrhunderts kehrte er nach Siena zurück, um dort im Dom von Siena den Altar des Sant’Ansano, dem Schutzheiligen der Stadt, zu gestalten. Von 1600 bis 1604 hielt er sich in Rom auf, um im Petersdom zu arbeiten. Seine erste Ehe schloss er 1570 mit Aurora Amaroni, in zweiter Ehe war er ab 1584 mit Catarina Rossetti verheiratet. Er war der Vater von Michelangelo Vanni und Raffaello Vanni sowie Lehrmeister von Astolfo Petrazzi. Seine Grabstätte wurde von seinen beiden Söhnen gestaltet und befindet sich in der Kirche San Giorgio in Siena.
Der Großteil von Francesco Vannis Schaffen fällt in den Bereich der religiösen Malerei, doch es sind auch einige Porträts sowie Zeichnungen bekannt.

## Werke (Auswahl)
Toskana
- Arcidosso, Chiesa di San Leonardo: Decollazione del Battista (von Dezember 1588 bis August 1589 entstanden)[1]
- Arcidosso, Convento dei Cappuccini: Madonna in trono con il Bambino e i Santi Bernardino da Siena, Francesco e Leonardo (1593)[2]
- Asciano, Collegiata di Sant’Agata: Sacra conversazione[3]
- Buonconvento, Museo di arte sacra della Val d’Arbia, Saal 6: Madonna col Bambino tra i Santi Lorenzo e Caterina da Siena (Ölgemälde auf Leinwand, 1598, aus der Kirche San Lorenzo im Ortsteil Bibbiano)[4]
- Cortona, Basilica di Santa Margherita: Immacolata Concezione con San Francesco d’Assisi, San Domenico, San Ludovico di Tolosa e Santa Margherita da Cortona (1602 vollendet, Ölgemälde auf Leinwand)[5]
- Florenz, Palazzo Pitti, Galleria Palatina: Madonna con Bambino e san Giovannino[5]
- Montalcino, Dom: Immacolata Concezione con Gesù e Dio Padre (1588)
- Siena, Accademia Musicale Chigiana, Sala Frescobaldi: San Girolamo nel deserto[6]
- Siena, Basilica di San Clemente in Santa Maria dei Servi: Annunciazione (1589)
- Siena, Basilica di San Domenico:
  - San Giacinto che salva da un incendio una statua della Vergine e un ostensorio (auf einem Seitenaltar der linken Seite des Kirchenschiffs, 1600)
  - Santa Caterina che libera un’ossessa (Cappella di Santa Caterina, rechte Wand, Wandmalerei in Öl, 1593–1596)
  - Beati Raimondo da Capua e Tommaso Nacci (Cappella di Santa Caterina, im Eingangsbogen, Wandmalerei in Öl)
- Siena, Certosa di Pontignano, Cappellone: Crocifissione
- Siena, Chiesa di San Giorgio: Crocifisso con il Beato Matteo Guerra (1601)
- Siena, Chiesa di San Quirico e Giulitta: Ritorno dalla fuga in Egitto
- Siena, Chiesa di Santa Lucia: Altare di Santa Lucia
- Siena, Chiesa di Santo Spirito: San Giacinto resuscita un fanciullo (Ölgemälde auf Leinwand, ca. 1596)[5]
- Siena, Palazzo Salimbeni, Sammlung der Bank Monte dei Paschi di Siena:
  - Augusto e la Sibilla Tiburtina (Ölgemälde auf Leinwand, 118 × 82 cm)[7]
  - Cataletto del Beato Ambrogio Sansedoni: 4 Bilder[8]:
    - Cristo in pietà sorretto dalla Vergine (Ölgemälde auf Holz, 51,5 × 42 cm)
    - Il Beato Ambrogio Sansedoni davanti al papa (Ölgemälde auf Holz, 51,5 × 42 cm)
    - Madonna con Bambino, San Bartolomeo e il Beato Ambrogio Sansedoni, auch San Bartolomeo e il Beato Ambrogio Sansedoni che offre la città di Siena alla Madonna genannt (Ölgemälde auf Holz, 51,5 × 42 cm)
    - Resurrezione di Lazzaro (Ölgemälde auf Holz, 51,5 × 42 cm)

  - Sant’Agostino in meditazione (ca. 1580, Ölgemälde, 22 × 17,5 cm)[9]
  - Storie della casta Susanna (ca. 1600, Ölgemälde auf Leinwand, 75,5 × 139 cm)[10]
  - Storie di Giuseppe ebreo (1596, Ölgemälde auf Leinwand, 221 × 325 cm)[11]
- Siena, Pinacoteca Nazionale di Siena: L’Immacolata e Dio Padre, Il tributo
- Siena, San Niccolò del Carmine: Santi Alberto carmelitano, Stefano, Marta e Caterina d’Alessandria
- Siena, Santa Maria della Scala, Sala di San Pio: Incoronazione della Vergine (1607)
- Siena, Santuario di Santa Caterina: Canonizzazione di Santa Caterina da Siena (1600)
- Torrita di Siena, Chiesa delle Sante Flora e Lucilla: Annunciazione (1592)[12]

Übrige Regionen Italiens
- Cascia, Ortsteil Logna, Chiesa di San Giovenale: Madonna di Loreto e i Santi Paolo e Francesco
- Forlì, Pinacoteca Civica: San Girolamo (Ölgemälde auf Leinwand, 73 × 70 cm)[5]
- Genua, Basilica di Santa Maria Assunta: Ultima comunione di santa Maria Maddalena, auch: La Maddalena riceve il viatico da San Massimino (1609)
- Mentana, Chiesa di San Nicola: San Girolamo (Ölgemälde auf Leinwand)[5]
- Rom, San Lorenzo in Miranda: Assunzione
- Rom, Santa Cecilia in Trastevere, Kreuzgang: Morte di santa Cecilia (ca. 1605)[5]
- Rom, Santa Maria in Vallicella: Pietà

Außerhalb Italiens
- Baltimore, Walters Art Museum: Sacra Famiglia con san Giovannino[5]
- Berlin, Gemäldegalerie: Himmelfahrt Mariae mit Aposteln (Öl/Lwd., 1597)[13]
- Höglwörth, ehem. Klosterkirche St. Peter und Paul: Verklärung Christi (Öl/Lwd., 1601)[14]
- London, Courtauld Institute of Art: Studi di figure umane e di architettura
- Oxford, Ashmolean Museum: La Madonna del Rosario con San Domenico e Santa Caterina (1590–1592)
- Salzburg, Franziskanerkirche: Geburt Christi (Öl/Lwd., 1600)[15]
- Wien, Kunsthistorisches Museum: Geißelung Christi (Öl/Lwd., 1596, aus der Fürsterzbischöflichen Residenz Salzburg)